# Norman Lebrecht

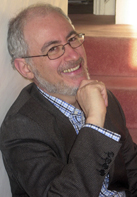
Norman Lebrecht

Norman Lebrecht, född 11 juli 1948 i London, är en brittisk journalist och musikkritiker.

## Texter
The Maestro Myth (1991) beskriver dirigentens historik och dess framväxt från ett oberoende yrke på 1870-talet till en roll förknippad med makt, rikedom och berömmelse. When the Music Stops (Amerikansk titel: Who Killed Classical Music, 1997) är en kontroversiell text som bl.a. beskriver den klassiska musikbranschen och det minskande intresset för ny musik. Den förutsäger också skivindustrins kollaps.

## Böcker
- Lebrecht, Norman (1991). The Maestro Myth: great conductors in pursuit of power. London: Simon & Schuster. ISBN 0-671-71018-4 Updated editions published 1997, 2001
- Lebrecht, Norman (1996). When the Music Stops: managers, maestros and the corporate murder of classical music. London: Simon & Schuster. ISBN 0-684-81681-4 Also published as Who Killed Classical Music?: maestros, managers, and corporate politics.